# Colonias de Cernícalo Primilla y El Cachón de Plasencia
Colonias de Cernícalo Primilla y El Cachón de Plasencia este o arie protejată (arie de protecție specială avifaunistică — SPA) din Spania întinsă pe o suprafață de 33,69 ha, integral pe uscat.

## Localizare
Centrul sitului Colonias de Cernícalo Primilla y El Cachón de Plasencia este situat la coordonatele 40°01′51″N 6°05′20″W / 40.030833°N 6.088889°V.

## Înființare
Situl Colonias de Cernícalo Primilla y El Cachón de Plasencia a fost declarat arie de protecție specială avifaunistică în octombrie 2012 pentru a proteja 18 specii de animale.

## Biodiversitate
Situată în ecoregiunea mediteraneană, aria protejată conține 1 habitat natural: Păduri aluvionare cu Alnus glutinosa și Fraxinus excelsior (Alno-Padion, Alnion incanae, Salicion albae).
La baza desemnării sitului se află mai multe specii protejate de  păsări (18): lăstunul mare (Apus apus), Apus pallidus, Bubulcus ibis, barză albă (Ciconia ciconia), lăstun de casă (Delichon urbica), egretă albă (Egretta alba), egretă mică (Egretta garzetta), Falco naumanni, vânturel roșu (Falco tinnunculus), rândunică roșcată (Hirundo daurica), rândunică (Hirundo rustica), stârc de noapte (Nycticorax nycticorax), vrabie de stâncă (Petronia petronia), codroșul de pădure (Phoenicurus phoenicurus), țigănuș (Plegadis falcinellus), Ptyonoprogne rupestris, Tachymarptis melba, pupăză (Upupa epops).